# Оппенхайм, Самюэль
Самуэль Оппенхайм (19 ноября 1857, Браунсберг — 15 августа 1928, Вена) — австрийский астроном.

## Биография
Из еврейской семьи. Его родители Абрахам Оппенхайм (1820—1894) и Роза (Рохл) Оппенхайм (в девичестве Шенхоф, 1831—1915) происходили из Лайпника. В семье росло 8 детей.
В 1875 году начал изучать и астрономию математику и физику в Вене. Он сдал государственные экзамены в 1880 году. В 1881—1887 годах работал в обсерватории Вены и в 1888—1896 в обсерватории популярных мест в Вене. Он достиг звания доктор наук в 1884 году, и получил хабилитацию в 1910 году по теоретической астрономии. После работы в качестве преподавателя в Праге, он стал ординарным профессором по астрономии в Венском университете.
Исследования Оппенхайма лежат основном в области небесной механики (например, он писал работы по кометам, гравитации, прецессии, кинематике и статистике звёзд). Он был соредактором раздела «Астрономия» в Энциклопедии математических наук.

## Семья
Племянники — американский математик Аурел Винтнер (1903—1958) и ассиролог Адольф Лео Оппенгейм.

## Публикации
- Oppenheim, S. (1919—1922). «Astronomie». Encyklopädie der mathematischen Wissenschaften mit Einschluss ihrer Anwendungen. 6.2.1.
- Oppenheim, S. (1919—1922). «Astronomie». Encyklopädie der mathematischen Wissenschaften mit Einschluss ihrer Anwendungen. 6.2.2.